# Marrickville, New South Wales
Marrickville är en förort till Sydney i Australien. Den ligger i kommunen Inner West Council och delstaten New South Wales, i den sydöstra delen av landet, nära centrala Sydney. Antalet invånare är 23 161.
Trakten är tätbefolkad. Närmaste större samhälle är Sydney, nära Marrickville. 
Runt Marrickville är det i huvudsak tätbebyggt. Genomsnittlig årsnederbörd är 1 380 millimeter. Den regnigaste månaden är februari, med i genomsnitt 200 mm nederbörd, och den torraste är juli, med 36 mm nederbörd.